# Toyota Camry
El Toyota Camry es un automóvil de turismo del segmento D producido por el fabricante japonés Toyota. Sucesor del Toyota 
Corona.
Es un vehículo de cinco plazas, que fue inicialmente lanzado como una versión berlina del deportivo Toyota Celica y que a lo largo de su existencia mutaría su fisonomía, hasta ser convertido en un coche lujoso, tal como fueron ofrecidas sus últimas generaciones.
Actualmente, es el denominado sedán de representación de la marca Toyota, posicionándose por encima de los modelos Avensis y Corolla, además de ser el quinto modelo con mayor tiempo de producción por parte de la marca Toyota, después del todoterreno Land Cruiser (desde 1954), el mencionado Corolla (desde 1966), la minivan Hiace (desde 1967) y la camioneta Hilux (desde 1968).
A lo largo de su historia, su producción se dividió entre los Camry de carrocería estrecha (de 1979 a 2003) y los de carrocería ancha (de 1991 hasta el presente). En dicho período, existieron versiones de carrocería estrecha y ancha que convivieron desde 1991 a 2003, para lo cual fue necesario el uso de nomenclaturas para identificar a las distintas generaciones, siendo los modelos estrechos conocidos como "Camry V" y los anchos como "Camry XV". En total, fueron puestas a la venta 6 generaciones del "Camry V" (Celica Camry de 1979 a 1982, V10 de 1982 a 1986, V20 de 1986 a 1990, V30 de 1990 a 1994, V40 de 1994 a 1998 y V50 de 1998 a 2003) y 6 del "Camry XV" (XV10 de 1991 a 1996, XV20 de 1996 a 2001, XV30 de 2001 a 2006, XV40 de 2006 a 2011, XV50 de 2011 a 2017 y XV70 desde 2017).
Su producción, también fue aprovechada y comercializada en otros países bajo otras marcas, siendo estas las filiales de Toyota Lexus y Daihatsu y la australiana Holden de General Motors, en este último caso, a través de un convenio firmado entre Toyota y GM. Todas las generaciones del Camry salvo la primera se vendieron como Lexus ES, la segunda y la tercera como Holden Apollo, y las tres últimas como Daihatsu Altis.

## Camry V

### Celica Camry (1979–1982)
El término "Camry", originalmente fue utilizado para denominar a un sedán de cuatro puertas derivado del modelo Toyota Celica, razón por la cual era comercializado bajo el nombre de "Celica Camry". Esta primera serie de vehículos que estrenaba el término "Camry", recibió el nombre en clave de "Serie A40/A50". Este nuevo modelo, comenzó a ser comercializado en el mes de enero del año 1980, a través de las tiendas especiales que Toyota designara en Japón para su modelo Corolla, siendo inicialmente vendido a la par de estos modelos y en venta pormenorizada. En efecto, la producción del nuevo Celica Camry comenzó en el mes de diciembre de 1979, saliendo de la línea de producción de la planta ubicada en Tsutsumi, Prefectura de Aichi. A pesar de su nombre y de su posición en el mercado, este coche no compartía con el Celica la mayoría de sus elementos, sino más bien lo hacía con el que sería su predecesor, el Toyota Carina Serie A40/A50, al cual se asemejaba más en figura que al deportivo del cual derivaba.  A la par de esto, Toyota implementaría un reestilizado para el Carina, alargando su frontal e introduciendo características distintivas nuevas, como la nueva parrilla frontal en forma de "Barra T", gracias a la cual pasaba a ser más parecido al Celica A40 de la primera generación. Por tal motivo y hablando en sentido estricto, el Celica Camry, no fue la primera generación del Camry, sino más bien el predecesor de esta gama de coches.
El Celica Camry, utilizó una configuración mecánica de motor delantero y tracción trasera. La versión A40 empleó un sistema de suspensión de eje rígido y cuatro anclajes, mientras que sus impulsores fueron todos  de cuatro cilindros en líne  de gasolina, conocidos como 12T-U (1600 cm3) y 13T-U (1800 cm3). Internamente,los A40 de 1600 cc, eran denominados TA41, mientras que los de 1800 cc, eran identificados como TA46. Los primeros niveles de equipamiento de esta versión comprendían a los 1600 LT, 1600 XT, 1800 LT, 1800 XT, and 1800 XT Super Edition. En agosto de 1980, Toyota presentó sus modelos de alta gama, a los que identificó con la nomenclatura "A50", que contaban con un sistema de suspensión independiente en las cuatro ruedas (en las delanteras utilizaba un sistema estilo MacPherson, mientras que en las traseras utilizaba un sistema de brazos semi arrastrados) y con frenos a disco en las cuatro ruedas. Para la serie TA57 o "1800 SX", Toyota desarrolló el impulsor 3T-EU engine de 1.8 litros. Más tarde, fueron desarrollados los impulsores 21R-U sobrealimentado, o 2000 SE y el 18R-GEU base, o 2000 GT, que fueron utilizados en las series RA56 y RA55, respectivamente.

### V10 (1982–1986)
Como se dijo anteriormente, el término Camry, fue utilizado para identificar a un sedán derivado del modelo deportivo Toyota Celica. El origen de este término, tuvo lugar en la palabra nipona kanmuri (冠, かんむり cuya traducción al español es "corona") cuya fonética es similar a la palabra anglicanizada "Camry". Esta terminología, vino a colación del uso de diferentes traducciones del término, que ya se venía dando para bautizar a otros modelos, tales son los casos del Crown, el Corona y el Corolla, siendo en estos dos últimos casos términos latinizados que a su vez hacen connotar el tamaño de cada auto.
Volviendo al Camry, en marzo de 1982, Toyota toma una determinación para con la producción del modelo Celica y sus derivados, para lo cual decide separar las producciones de las versiones sedán y cupé, dejando para la segunda el término "Celica", mientras que el sedán a partir de ese momento, comenzaba a ser producido por primera vez como "Toyota Camry". La primera generación del nuevo Camry, comenzaba a ser producida desde esa fecha en la misma planta de Tsutsumi, donde anteriormente se producía el "Celica Camry". Para la designación de este nuevo modelo, Toyota emplearía la nomenclatura "V10". Al mismo tiempo y dependiendo del tipo de motorización, los Camry V10 eran clasificados entre los "Serie S" y los "Serie C". Para la primera serie, los motores desarrollados adoptaban el Ciclo Otto (impulsores a nafta) de combustión interna, mientras que los "Serie C" adopatabn motores diesel. Dependiendo de las versiones, estos motores estaban identificados como SV10, SV11 y SV12, para los nafteros, y CV10, CV11 y CV12, para los diesel. Lanzado al mercado japonés el 24 de marzo de 1982, la serie V10 fue presentada como un sedán de 4 puertas que fuera distribuido y vendido en las tiendas especiales de Toyota para su modelo Corolla. Al mismo tiempo, un modelo gemelo al Camry fue lanzado bajo el nombre de Toyota Vista, el cual no era otra cosa más que un Camry con el nombre cambiado, pero que a diferencia de este, fue ofrecido en sus propias tiendas de distribución. Las versiones liftback 5 puertas de estos modelos fueron presentadas en agosto de 1982, aunque en los mercados externos el Camry era exclusivamente conocido en su versión sedán. Dentro de la jerarquía de Toyota, estos coches se podían comparar en tamaño con los Carina y Corona. Por otra parte, a diferencia del Celica Camry, estos coches comenzaron a ser importados ya desde su primera generación a mercados como el de Australia, Europa y Norteamérica.
El desarrollo de la Serie V10, inició en agosto de 1977, luego de la crisis del petróleo de 1973 y con el fin de enfrentar la crisis de 1979. Las automotrices se vieron obligadas a la producción de modelos de menor tamaño, más ligeros, con mayor eficiencia en el consumo de combustible y mejoras en su desarrollo aerodinámico. Asimismo, comenzaba una importante reformulación en el estilo de configuración mecánica, dejando de lado la tracción trasera por la tracción delantera, considerada de mayor ligereza y más compacta, en aras de lograr una mayor economía en el consumo de combustible. Con un enfoque en el desarrollo de las exportaciones, en particular a los Estados Unidos, el Camry fue diseñado para reemplazar la Corona T130 en diferentes mercados de ultramar. En este sentido, el Camry tuvo que lidiar en ventas con el Honda Accord, otro modelo de tracción delantera también de origen japonés. En el ámbito de esta rivalidad, el Camry superaba al Accord en distancia entre ejes, por 150 milímetros, a la vez de ofrecer motores más grandes. Dentro del informe de diseño, también quedaron etiquetados como principales rivales, aquellos modelos ligeros de tracción delantera basados en la Plataforma X de General Motors. En  aras de esta rivalidad y por primera vez de parte de Toyota, el V10 incorporó el sistema de tracción delantera, con impulsor transversal, alternativa que ofreció menor espacio en el vano motor y mayores dimensiones en el habitáculo, permitiendo llegar a una distancia total entre ejes de 2600 mm.
Entre sus principales características mecánicas, se destacaba el desarrollo de un nuevo sistema de suspensión independiente, tipo MacPherson con muelles helicoidales y barras estabilizadoras en la suspensión delantera, mientras que atrás presentaba un sistema estilo MacPherson con brazos paralelos inferiores. Presentaba también un sistema de dirección a piñón y cremallera, y su sistema de frenado estaba compuesto por frenos a disco en las ruedas delanteras y a tambor en las traseras, con la novedad de incluir un sistema de aviso sonoro, para detectar si las zapatas estaban desgastadas.
| Gama de motores del Camry V10 | Gama de motores del Camry V10 | Gama de motores del Camry V10          | Gama de motores del Camry V10                 | Gama de motores del Camry V10                  | Gama de motores del Camry V10         |
| Serie                         | Combustible                   | Motores                                | Potencia                                      | Par motor                                      | Transmisión                           |
| ----------------------------- | ----------------------------- | -------------------------------------- | --------------------------------------------- | ---------------------------------------------- | ------------------------------------- |
| SV10                          | Gasolina                      | 1.8 Litros (1S-L, 1S-LU), I4           | 99,2 HP                                       | 152 Nm                                         | Manual 5V (S51) Automática 4V (A140E) |
| SV10                          | Gasolina                      | 1.8 Litros (1S-iLU), I4                | 85 HP                                         | 142 Nm                                         | Manual 5V (S51) Automática 4V (A140E) |
| SV11                          | Gasolina                      | 2.0 Litros (2S-EL, 2S-ELC, 2S-ELU), I4 | 120 HP (2S-EL) 103 HP (2S-ELC) 92 HP (2S-ELU) | 173 Nm (2S-ELU) 162 Nm (2S-EL) 160 Nm (2S-ELC) | Manual 5V (S51) Automática 4V (A140E) |
| SV12                          | Gasolina                      | 2.0 Litros (3S-GELU), I4               | 140 or 160 HP                                 | 172 or 186 N·m                                 | Manual 5V (S51) Automática 4V (A140E) |
| CV10                          | Diésel                        | 1.8 Litros (1C-TL, 1C-TLC), I4 turbo   | 80 HP (1C-TL) 73 HP (1C-TLC)                  | 145 Nm (1C-TL y 1C-TLC)                        | Manual 5V (S50) Automática 4V (A140L) |
| CV11                          | Diésel                        | 2.0 Litros (2C-TL, 2C-TLC) I4 turbo    | 88 HP (2C-TL) 79 HP (2C-TLC)                  | 177 Nm (2C-TL)                                 | Manual 5V (S50) Automática 4V (A140L) |

### V20 (1986-1991)
La serie V20 del Camry, salió a la venta durante agosto de 1986 en Japón.. Al igual que con la serie anterior, Toyota había lanzado simultáneamente la nueva generación del modelo Vista para su venta en el mercado interno japonés. En cuanto a configuración de carrocería, ambos modelos continuaron siendo ofrecidos en una única versión sedán de cuatro puertas. Para los mercados extranjeros, Toyota lanzó una versión familiar por primera vez. Por su parte, el Vista también presentó una versión sedán de cuatro puertas con techo hardtop, como una alternativa a la versión liftback ofrecida en la generación anterior. Este formato de carrocería, fue presentado también en el Camry en agosto de 1988. Para lograr una apariencia más deportiva con proporciones cada vez más bajas, Toyota redujo la altura del hardtop en 25 mm con respecto al sedán. A pesar de no haber estado destinado a la exportación, tiempo después esta versión hardtop, con algunas reformas, fue tomada como base para la producción del Lexus ES 250, concebido exclusivamente para el público norteamericano, entre junio de 1989 hasta 1991. El lanzamiento del ES 250, obedeció a una jugada de Toyota que pretendió lanzar ese modelo de manera anticipada, pretendiendo dar vida a la nueva línea de modelos de Lexus y evitando lanzar el modelo insignia LS 400, como un coche independiente.
El Camry V20 se originó en una época de Toyota en la que se diseñaron costos considerables y atención al detalle en sus autos, como materiales de alta calidad y calidad de construcción para trascender a la competencia. Los sedán conservaron el cuarto de vidrio trasero del V10 con un estilo menos angular que antes. Para apaciguar a los clientes de exportación, el estilo perdió parte de su legado japonés en su transición a un diseño más americanizado, con una silueta más suave y elegante. Toyota diseñó la carrocería teniendo en cuenta la aerodinámica, con un rendimiento de C d =0,34 para el sedán. El V20 también cuenta con faros delanteros y una parrilla que están esculpidos en un capó ligeramente curvado que oculta parcialmente los limpiaparabrisas, divisores de viento en los extremos del parabrisas, cristales casi al ras y un tercer sello de puerta para cerrar el espacio entre la carrocería y la ventana. Las dimensiones de la carrocería se mantuvieron prácticamente sin cambios con respecto al modelo anterior, incluida una distancia entre ejes idéntica, aunque la longitud aumentó 100 mm. El hardware básico de la subcapa también está estrechamente relacionado, incluida la plataforma y la suspensión completamente independiente con un puntal y un resorte helicoidal en cada esquina y una barra estabilizadora en cada extremo. El aislamiento del ruido se mejora al montar la suspensión trasera en un bastidor auxiliar similar al Toyota Celica (T160) que cambió su mecánica por una basada en la del Camry. Como antes, el paquete de frenos incluyó discos ventilados en la parte delantera, tambores convencionales en la parte trasera, actualizados a discos traseros en algunos autos. El sistema de frenos incorporó un refuerzo de tipo tándem y circuitos hidráulicos divididos en diagonal. Los vagones recibían una válvula dosificadora de detección de carga que otorgaba una mayor presión de frenado cuando estaban cargados y evitaba que las ruedas se bloqueen con cargas útiles ligeras. El tamaño de rueda del V20 de entrada de gama, aumentó de 13 a 14 pulgadas.
Todos los motores incorporaron exclusivamente inyección de combustible y eran comunes en los Camry y Vista. A los clientes de nivel de entrada se les ofreció el remanente "Ci", equipado con un motor 1S-i de 1.8 litros (designado 1S-iLU en el V10) de cuatro cilindros en línea, acoplado a una caja manual de cinco velocidades o una automática con cuatro marchas. Un paso adelante de esto fueron los nuevos motores 3S-GE de alto rendimiento, los 3S-FE y los GT (designados 3S-GELU para el V10) de 2.0 litros y cuatro cilindros de doble cámara. Los modelos turbodiésel se limitaron de nuevo al motor 2C-T que de 2.0 litros de cilindrada (etiquetado como 2C-TL para V10). La transmisión era una manual de cinco velocidades o una automática controlada electrónicamente con cuatro marchas. 
Cuando se lanzó en Japón, el Camry de la serie V20 (solo sedán) ofrecía los siguientes niveles de equipamiento: LT, XT, XT Saloon, ZE, ZT, ZX y GT. Para el sedán Vista, Toyota ofrecía: VC, VL, VE, VR y VX. Las versiones de techo rígido comprendían: VE, VR, VX y GT. Los modelos emblemáticos del sedán Camry con especificación japonesa (los Camry Prominent y Prominent G), llegaron en abril de 1987 con el motor V6 1VZ-FE de 2.0 litros , una parrilla cromada sobresaliente, parachoques más grandes tipo norteamericano, interiores de fibra de madera, una función de asiento eléctrico, más un grupo de instrumentos electrónicos. La tracción en las cuatro ruedas a tiempo completo se convirtió en una opción en octubre de 1987, con variantes manuales 3S-FE seleccionadas (VL Extra, VR); las versiones automáticas equipadas con optimizador electrónico de distribución de torque en las ruedas delanteras y traseras siguieron en agosto de 1988. El Vista no estaba disponible con motor V6, pero en abril de 1987, apareció la edición especial Vista VL Extra sedán, seguido por el Etoile en agosto y nuevamente en enero de 1989; Los coches Etoile V de edición limitada se ofrecieron en septiembre de 1989 y enero de 1990. Toyota descontinuó el Vista VC en diciembre de 1989 y lanzó una edición especial VX Limited en mayo de 1989. Cuando llegó la variante de techo rígido Camry Prominent en agosto de 1988, ofrecía versiones base, G, E-Type, junto con un nuevo Camry Lumière sedán exclusivo. También en agosto de 1988, hizo su debut una versión diésel del techo rígido Vista, y el motor de gasolina de 1.8 litros se actualizó a la especificación 4S-Fi de doble cámara. Las ediciones especiales del Camry comprendían: sedán Lumière S (enero de 1989), techo rígido Prominent X (mayo de 1989), sedán Lumière G (junio de 1989) y sedán XT Saloon Special (enero de 1990).
El sedán y las rurales Camry de la serie V20 del mercado norteamericano llegaron al mercado a fines de 1986 como modelos 1987. Toyota Motor Manufacturing Kentucky, la primera planta de propiedad total de Toyota en los EE. UU., comenzó a producir el Camry en mayo de 1988. El país de fabricación se puede encontrar mirando el primer carácter del VIN; un Camry fabricado en Japón tiene un VIN que comienza con "J", un modelo fabricado en EE. UU. comienza con "4" y un modelo fabricado en Australia comienza con "6". Todas las rurales Camry para los Estados Unidos se originaron en Japón, mientras que los sedanes eran una mezcla de fabricación japonesa y fabricación estadounidense, y la proporción de sedanes fabricados en Estados Unidos aumentaba cada año. Se fabricaron tres niveles de equipamiento del Camry V20: el modelo base sin distintivo, el DX y el LE. El Camry con tracción en las cuatro ruedas, denominado All-Trac , se introdujo en 1988 y también se agregó como opción un motor V6 de 2.5 litros. El V6 fue inyectado con combustible con 24 válvulas y doble árbol de levas en cabeza. El modelo del año 1989 vio la actualización de mediana edad del Camry, que incluía nuevas cubiertas de parachoques delantero y trasero que eran de una sola pieza en lugar de dos, un nuevo diseño de luces traseras, junto con algunas actualizaciones de estilo interior. El año modelo 1990 vio una ligera mejora en la potencia para los modelos V6, de 153 a 156. Los Camrys norteamericanos de 1990 fabricados entre febrero de 1990 y agosto de 1990 también vieron otra actualización que incluyó el nuevo logotipo de Toyota introducido ese año en la parrilla delantera. Las manijas de las puertas y la parrilla del mismo color también aparecieron en los modelos DX y LE, junto con un nuevo timbre de encendido. En 1989, los frenos antibloqueo pasaron a ser opcionales en el sedán y la camioneta LE V6 y en el LE All-Trac.
Los Camry del año modelo 1991 comenzaron a producirse en agosto de 1990 y se pueden identificar por un panel de valencia delantero rediseñado por debajo del parachoques delantero. Además, el modelo DX obtiene nuevos parachoques con colores combinados estándar, nueva tela interior que reemplaza el tweed más antiguo y nuevos diseños de tapacubos en los modelos DX y LE.
| Gama de motores del Camry V20 | Gama de motores del Camry V20 | Gama de motores del Camry V20 | Gama de motores del Camry V20 | Gama de motores del Camry V20                                 | Gama de motores del Camry V20                                                 | Gama de motores del Camry V20                             |
| Modelos                       | Tracción                      | Combustible                   | Motor                         | Potencia                                                      | Torque                                                                        | Transmisión                                               |
| ----------------------------- | ----------------------------- | ----------------------------- | ----------------------------- | ------------------------------------------------------------- | ----------------------------------------------------------------------------- | --------------------------------------------------------- |
| SV20                          | FWD                           | Gasolina                      | 1.8 L I4 (1S-i)               | 85 CV (63 kW) 64 kW (86 HP)                                   | 142 N·m (105 lb·pie) 145 N·m (107 lb·pie)                                     | Manual de 5 marchas Automática de 4 marchas (A140E)       |
| SV22                          | FWD                           | Gasolina                      | 1.8 L I4 (4S-Fi)              | 105 CV (77 kW) (JP)                                           | 149 N·m (110 lb·pie) (JP)                                                     | 5-speed manual 4-speed automatic (A140E)                  |
| SV22                          | FWD                           | Gasolina                      | 2.0 L I4 (3S-FC)              | 82 kW (110 HP) (AU)                                           | 166 N·m (122 lb·pie) (AU)                                                     | 5-speed manual 4-speed automatic (A140E)                  |
| SV21                          | FWD                           | Gasolina                      | 2.0 L I4 (3S-GE)              | 140 CV (103 kW) (JP)                                          | 172 N·m (127 lb·pie) (JP)                                                     | 5-speed manual 4-speed automatic (A140E)                  |
| SV21                          | FWD                           | Gasolina                      | 2.0 L I4 (3S-FE)              | 120 CV (88 kW) (JP) 88 kW (118 HP) (AU) 115 HP (85,8 kW) (NA) | 169 N·m (125 lb·pie) (JP) 171 N·m (126 lb·pie) (AU) 165 N·m (122 lb·pie) (NA) | 5-speed manual (S51, S53) 4-speed automatic (A140E)       |
| SV25                          | 4WD                           | Gasolina                      | 2.0 L I4 (3S-FE)              | 120 CV (88 kW) (JP) 88 kW (118 HP) (AU) 115 HP (85,8 kW) (NA) | 169 N·m (125 lb·pie) (JP) 171 N·m (126 lb·pie) (AU) 165 N·m (122 lb·pie) (NA) | 5-speed manual (E56F5) 4-speed automatic (A540H)          |
| VZV20                         | FWD                           | Gasolina                      | 2.0 L V6 (1VZ-FE)             | 140 CV (103 kW) (JP)                                          | 174 N·m (128 lb·pie) (JP)                                                     | 5-speed manual (E53) 4-speed automatic (A540E)            |
| VZV21                         | FWD                           | Gasolina                      | 2.5 L V6 (2VZ-FE)             | 117 kW (157 HP) (AU) 153 HP (114,1 kW) (NA)                   | 215 N·m (159 lb·pie) (AU) 210 N·m (155 lb·pie) (NA)                           | 5-speed manual (E52) 4-speed automatic (A540E)            |
| CV20                          | FWD                           | Diesel                        | 2.0 L I4-T (2C-T)             | 82 CV (60 kW) (JP)                                            | 177 N·m (131 lb·pie) (JP)                                                     | Manual de 5 marchas (S50) automática de 4 marchas (A140L) |

### V30 (1990-1994)

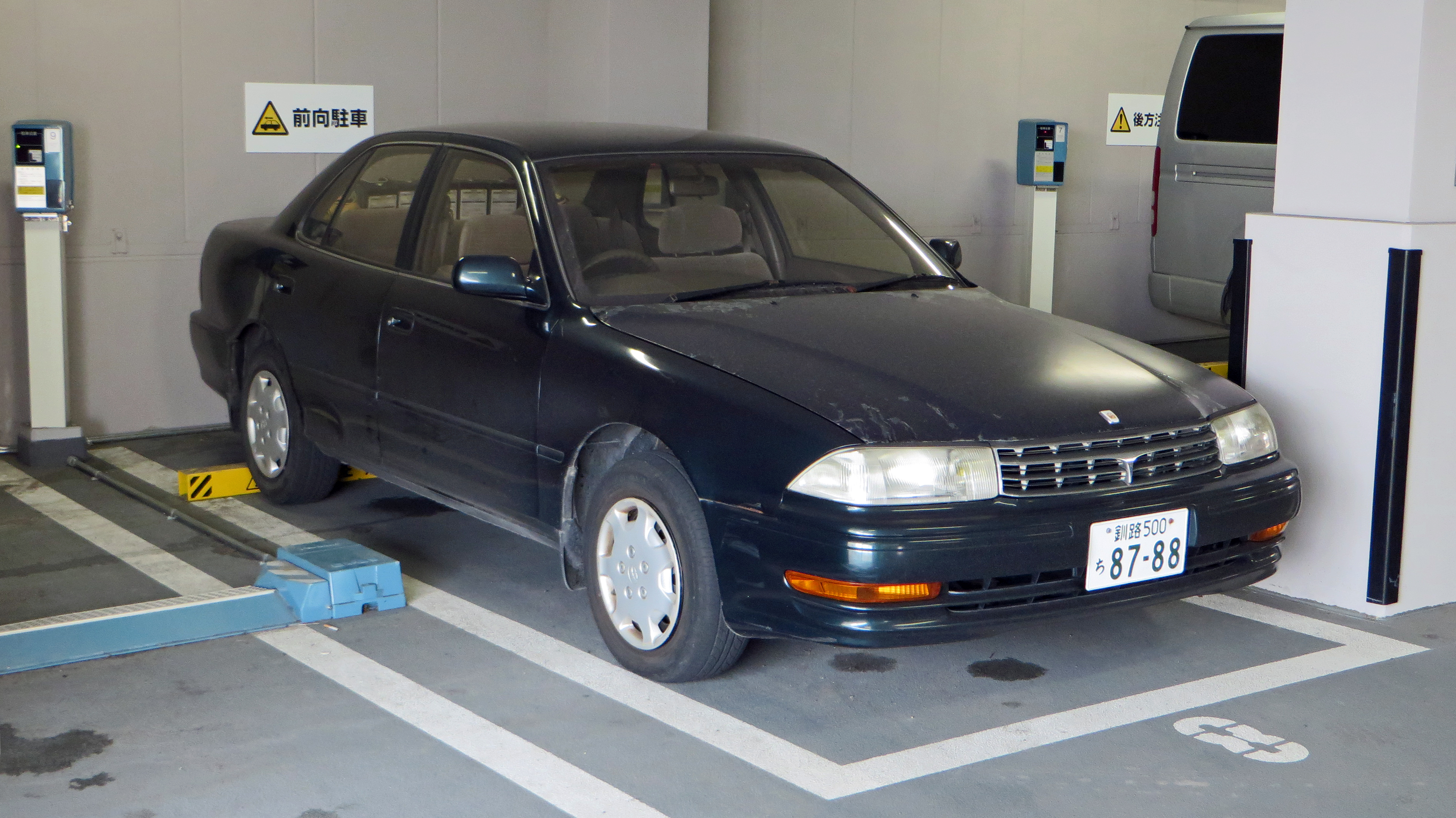
Toyota Camry V30

Presentado exclusivamente en Japón en julio de 1990, el Camry V30 presentó una versión sedán de cuatro puertas y un sedán de techo rígido de estilo diferente. Al igual que antes, cualquier versión podía tener una variedad bajo la nomenclatura Vista con un estilo revisado. Ambas carrocerías también formarían la base de las versiones ampliadas XV10 de fuselaje ancho a partir de septiembre de 1991, destinadas principalmente a los mercados internacionales.
El V30 era más pequeño que el XV10, debido a que la idea fue ofrecer a los compradores un vehículo dentro de la categoría de registro de "cinco números", con respecto a las dimensiones exteriores y el desplazamiento del motor para las regulaciones japonesas de tamaño de vehículos. Las reglas requerían un ancho de carrocería inferior a 1,7 m (5,6 pies), una longitud inferior a 4,7 m (15,4 pies) y motores de 2.000 cc o menos. Los sedanes en el formato de cuerpo ancho se venderían en el extranjero como el Camry XV10, idéntico al V30 pero más grande en la mayoría de los aspectos, excepto por el estilo delantero y trasero injertado en una carrocería e interior sin cambios. Los sedanes de techo rígido engendrarían el lujoso Lexus ES 300 (XV10), que nuevamente combinaría el perfil lateral existente con diseños interiores, delanteros y traseros refritos. El ES 300 orientado a la exportación se vendería como Toyota Windom en Japón. Las dimensiones aumentaron ligeramente con la longitud de la carrocería del sedán ampliada a 4600 mm (181,1 pulgadas) y para los techos rígidos Vista y Camry a 4630 y 4370 mm (182,3 y 172,0 pulgadas), respectivamente.
Delineado por Osamu Shikado, el diseño del V30 es mucho más redondo en comparación con la serie V20. Los sedanes purgan el invernadero de seis ventanas del V20 para una configuración de cuatro partes con marcos de ventana integrados. En la parte delantera, los faros curvos del sedán convergen con un inserto de parrilla delgado; los techos rígidos tienen un conjunto frontal más delgado con luces más estrechas y el pilar C tiene una inclinación más pronunciada. Los autos base obtienen una codificación completa del color de la carrocería de los componentes exteriores periféricos. La suspensión de puntales/resortes en las cuatro ruedas se heredó del V20, aunque como opción en los modelos de tracción delantera de gama alta, Toyota agregó una Suspensión modulada electrónica de Toyota (TEMS) sensible al recorrido de las ruedas y dirección en las cuatro ruedas sensible a la velocidad. Los motores disponibles eran tres motores de cuatro cilindros en línea de doble árbol de levas: el 4S-FE de 1.8 litros, más el 3S-FE y las unidades de 2.0 litros 3S-GE de mayor rendimiento. Toyota también puso a disposición el turbodiésel de cuatro cilindros en línea 2C-T de 2.0 litros, y solo para el buque insignia Camry Prominent, el V6 de gasolina 1VZ-FE de 2.0 litros. En julio de 1992 apareció un modelo actualizado. El alcance de los cambios varió desde una nueva parrilla más grande y una unidad de aire acondicionado revisada. Al mismo tiempo, apareció el paquete touring ZX en lugar del GT, que Toyota descontinuó junto con su 3S-GE.

## Camry XV
En 1991 y con el objetivo de cumplir con los cánones impositivos de automóviles de alta gama implementados en Japón, Toyota lanzaría a la par de la serie Camry V30, una versión amplificada de este modelo que comenzaba a ser ofrecido también con el nombre de Toyota Scepter. Aun así, este coche amplificado también sería ofrecido bajo el nombre Camry en otros mercados, como el australiano o estadounidense. Debido a esto, este coche fue codificado bajo la nomenclatura Camry XV10 (La letra "X" era una connotación a sus medidas amplificadas), dando inicio a la gama Camry XV. Entre los años 1991 y 2003, los Camry XV convivieron en producción con los Camry V hasta que pasado ese período, la gama V fue discontinuada quedando la gama XV como continuadora de la producción del Camry.

### XV20 (1997-2001)
El Camry XV20 fue puesto a la venta en diciembre de 1997. Se trató de la segunda generación de Camry de la familia de carrocería ancha. El Scepter desapareció de la gama japonesa, ya que el Camry adoptó el mismo ancho que el de los modelos de otros países. Su plataforma fue tomada para desarrollar de numerosos modelos nuevos: los todoterrenos Toyota Highlander y Lexus RX, el monovolumen Toyota Sienna y el turismo Toyota Avalon.
Inicialmente se ofrecían únicamente las carrocerías sedán y familiar. Las versiones cupé y descapotable, puestas a la venta en 1999 y 2000 con el nombre "Camry Solara", tienen un diseño diferenciado con respecto al turismo. Los motores gasolina de 2.2 L4 y 3.0 v6 litros pasaron a desarrollar 133 y 194 CV respectivamente.

### XV50 (2011-2017)

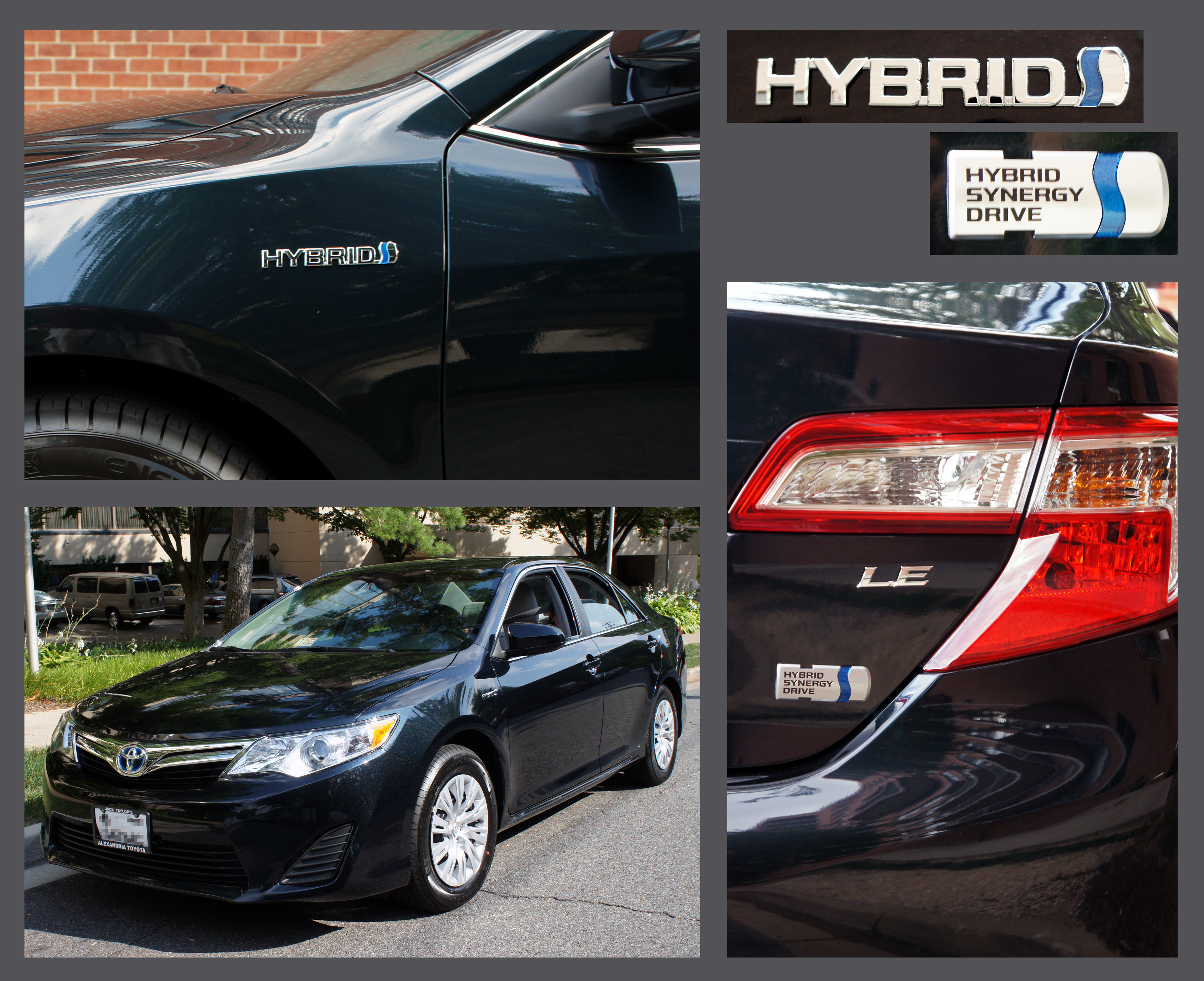
Identificatorios del Camry XV50 híbrido

El Camry XV50, fue presentado el 23 de agosto de 2011 y tras su presentación realizó su debut en la Temporada 2011 de la Copa NASCAR el 27 de agosto de 2011. Fue lanzado oficialmente a la venta en Japón el 05 de septiembre de 2011 y en los Estados Unidos unos días más tarde de ese mismo mes. Esta versión, recibió un restyling superior al de su predecesor, mientras que el exterior recibió una nueva carrocería completamente de metal y un diseño más anguloso. Sus motorizaciones diferían entre un 2.5 litros de 4 cilindros en línea (codificado como 2AR-FE) y un 3.5 litros de 6 cilindros en V (codificado como 2GR-FE). Estos motores erogaban una potencia de 178 HP en el caso del I4 (siendo incrementada con respecto al XV40) y de 268 HP en el caso del V6 (manteniendo la potencia erogada por su antecesor). En cuanto a economía de combustible, los números de consumo aumentaron tanto para una versión, como otra. En el caso del V6, el consumo aumentaría a 11 Litros/100 km (21 millas por galón en Estados Unidos) en tránsito citadino, y a 8 Litros/100 km (30 millas por galón en Estados Unidos), en ruta. En el caso del 4 cilindros en línea, sus números son de 9 Litros/100 km (25 millas por galón en Estados Unidos) en tránsito citadino, y a 7 Litros/100 km (35 millas por galón en Estados Unidos), en ruta. Estos motores producen un par motor de 230 Nm en el caso del I4, y de 336 Nm en el caso del V6. A pesar de su diseño similar a su versión antecesora XV40, su diseño exterior adquirió un aumento en sus dimensiones gracias al reestilizado de sus paneles interiores, los cuales fueron retocados respetando la línea de los paneles exteriores. 
La serie XV50, fue la primera en ser ofrecida en los Estados Unidos sin transmisión manual. En este sentido, el "Camry americano" posee una caja automática de 6 velocidades, con el opcional de accionamientos manual al volante (Paddle Shifters) en el modelo SE. En Japón, este Camry se ofrece directamente en las tiendas especiales que Toyota destina a través de sus representantes, de manera exclusiva para este modelo.
El 03 de septiembre de 2012, fue lanzado en Japón el modelo año 2013, cuya llegada a los Estados Unidos se vio retrasada hasta enero de 2013, debido a la crisis energética producida a causa del terremoto y tsunami de Japón de 2011. Por primera vez en el mercado japonés, este Camry no presentó su diseño regular utilizado también para los mercados de Estados Unidos y Australia. En su lugar, este coche adoptó la línea de diseño "Prestige", presentada en el modelo Aurion para los mercados del Sudeste Asiático y China.
Además de sus versiones de combustión interna normal, el XV50 presentó su versión híbrida, la cual presentó una versión mejorada de su sistema Hybrid Synergy Drive, combinada con una nueva generación de su motor estándar 2AR-FE de 2.5 litros y 4 cilindros en línea, llamada 2AR-FXE. Este nuevo motor, adopatab para su uso el Ciclo Atkinson. Esta nueva motorización, ofrece una potencia neta de 200 HP, superiores a los 187 HP de la versión original, a la vez de permitir un aumento del 39% en la economía de combustible, dando a este Camry Híbrido, las mejores calificaciones de consumo en MPG (millas por galón), entre los demás sedanes medianos de su segmento. Este Camry Híbrido, esta equipado con una batería de tracción sellada de hidruro de níquel, capaz de erogar 16 kWh de trabajo. En cuanto a su coeficiente aerodinámico, es el mismo que posee su antecesor XV40, de Cd=0.27, el cual hace que en mercados como el de Australia, sea el vehículo de producción local con mayor aerodinamia.
En cuanto a la producción de este modelo, Toyota lo fabrica y ofrece bajo su marca Daihatsu y con el nombre Altis, dentro del mercado japonés, mientras que en Oceanía este coche se ofrece bajo el nombre de Toyota Aurion. Inicialmente, este Camry ofrecía dos niveles de equipamientos que eran conocidos como "Regular" o "Prestige", siendo sobre esta segunda opción que se basaba el Aurion oceánico. Sin embargo, a partir de 2012 el término Aurion comenzó a ser usado en el Camry Prestige dentro del mercado japonés, sin embargo continuaría siendo ofrecido en los mercados de Australia y Estados Unidos simplemente como Camry.
| Gama de motores del Camry XV50 | Gama de motores del Camry XV50 | Gama de motores del Camry XV50 | Gama de motores del Camry XV50 | Gama de motores del Camry XV50 | Gama de motores del Camry XV50 |
| Motores                        | Tipo                           | Cilindrada                     | Período                        | Potencia                       | Par motor                      |
| ------------------------------ | ------------------------------ | ------------------------------ | ------------------------------ | ------------------------------ | ------------------------------ |
| 2AR-FE                         | I4 atmosférico                 | 2494 cc                        | 2012–presente                  | 178 HP a 6000 rpm              | 233 Nm a 4100 rpm              |
| 2AR-FXE                        | I4 híbrido                     | 2494 cc                        | 2012–presente                  | 202 HP a 5700 rpm              | 213 Nm a 4500 rpm              |
| 2GR-FE                         | V6 atmosférico                 | 3456 cc                        | 2012–presente                  | 268 HP a 6200 rpm              | 336 Nm a 4700 rpm              |

### XV70 (2017-presente)

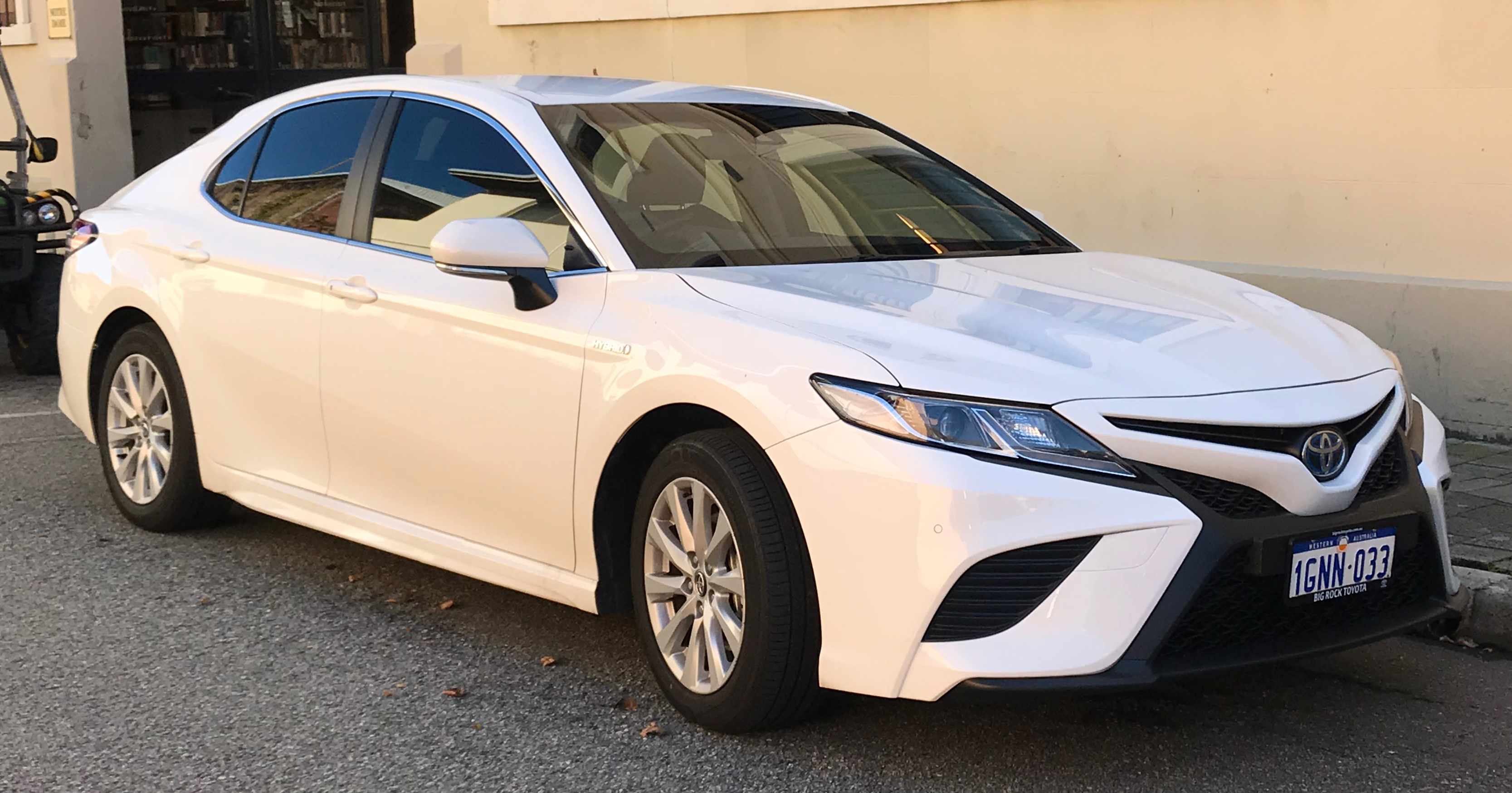
Camry XV70 híbrido

La más reciente generación del Camry, codificada como XV70, es la sexta generación de la gama Camry XV y la octava de la cronología global del modelo. Esta nueva generación del Camry, ha sido presentada oficialmente en el Salón del Automóvil Internacional de Norteamérica realizado entre el 14 y 22 de enero del año 2017.North American International Auto Show. Esta nueva generación de Camry, en cuya presentación dejó notar dos tipos de modelos, siendo estos un atmosférico y un híbrido, estará disponible a partir del tercer cuatrimestre de 2017. En cuanto a su desarrollo, el diseño de este auto es un gemelo de la sexta generación del modelo Lexus ES, sin embargo, debido a que este modelo es identificado con la nomenclatura XV60, este Camry es identificado con la nomenclatura XV70, a fin de diferenciar ambos modelos. Al mismo tiempo, está basado sobre la plataforma Toyota New Global Architecture, la cual comparte con los modelos Prius y C-HR de Toyota y los Lexus LC y LS.
El XV70 Camry se lanzó en Tailandia el 29 de octubre de 2018. También se reveló para el mercado de Malasia el 1 de noviembre de 2018 y se lanzó el 22 de noviembre de 2018 en el Salón Internacional del Automóvil de Kuala Lumpur. Más tarde se lanzó en Filipinas, el 10 de diciembre de 2018, en Indonesia el 8 de enero de 2019, en Singapur el 10 de enero de 2019 (en el Singapur. Motorshow), en India y Brunéi el 18 de enero de 2019, y en Vietnam el 23 de abril de 2019. El Camry XV70 ha estado disponible en Europa occidental desde abril de 2019, reemplazando al Avensis.
Se vende en dos versiones: I4, impulsada por un motor Toyota de 2.5 litros logrando 181 CV, y V6, con un motor V6 de 3.5 litros erogando 302 CV.
Para el mercado norteamericano, debido a la necesidad de equipar a Toyota Motor Manufacturing Kentucky con nuevos equipos para la nueva arquitectura global de Toyota, una pequeña porción del lote inicial del Camry de la serie XV70 se obtuvo de la planta de Tsutsumi en Japón. Para el mercado australiano, el XV70 se importó de Japón. Esto siguió a la terminación de 55 años de producción de Toyota en Australia, incluido el cierre de la planta de Camry en Altona, Victoria

## Competición

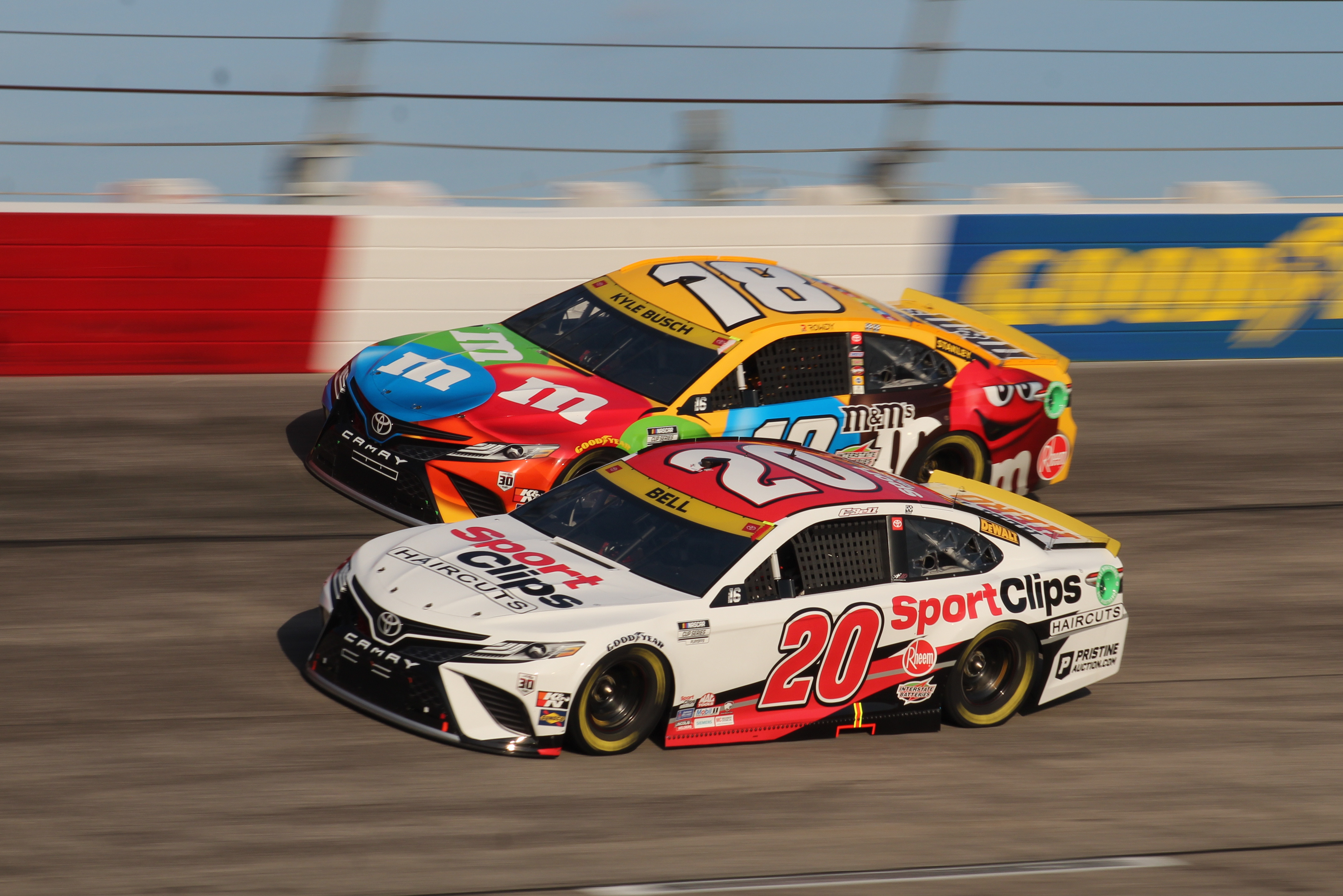
Dos Toyota Camry de NASCAR

A lo largo de su producción, el Camry fue un automóvil muy utilizado para competencias de turismos, siendo en muchos casos el representante nato de la marca Toyota en dicha categoría. Una de las principales categorías internacionales de automovilismo donde el Camry tuviera participación, fue en el Supertouring Australiano (hoy Supercars Championship), donde incursionó entre 1997 y 2001. Años más tarde, en el 2007, se produjo el desembarco de Toyota dentro de la popular categoría estadounidense de turismos NASCAR, siendo la primera marca extranjera (en relación con los Estados Unidos) en incorporarse a esta categoría, llevando al Camry como modelo insignia. La primera victoria del modelo Camry en esta categoría, llegó el 09 de marzo de 2008, en la competencia Kobalt Tools 500, donde Toyota se despacharía al mismo tiempo con su primer 1-2 en la categoría, teniendo como representantes al ganador Kyle Busch y su escolta Tony Stewart.
Otra categoría donde incursionó el modelo Camry, fue en el V8SuperTourer de origen neozelandés y con un reglamento similar al Supercars australiano. En esta categoría, el Camry se bate contra los modelos Ford Falcon, Holden Commodore y Nissan Altima.
En Argentina, a fines del año 2016 fue anunciado el desembarco de la marca Toyota en la categoría de turismos Top Race, donde la marca además de tener representación oficial, será representada por el modelo Camry, cuyo diseño es tomado para la creación de un carrozado imitación en fibra de vidrio, el cual es equipado al igual que todos los coches de la categoría, con un motor TRV6 by Berta de 3.5 litros de cilindrada y 390 HP de potencia, desarrollado por el motorista argentino Oreste Berta.
Por otra parte, en 2021 la filial argentina de Toyota arribó a un acuerdo con la Asociación Corredores de Turismo Carretera, entidad regente del Turismo Carretera, por el cual se propició el arribo de la marca japonesa a esta categoría de turismos, siendo desarrollado para esta especialidad un prototipo basado en la generación XV70, denominado Toyota Camry TC. Tras varias reuniones entre los presidentes de ACTC y la filial argentina de Toyota, finalmente el 13 de octubre de 2021 se confirmó no sólo el desembarco de la marca japonesa en el Turismo Carretera como quinta marca, sino que también lo haría con sus propios coches. Estos coches eran dos prototipos desarrollados íntegramente en Argentina sobre la base de las estructuras fabricadas por Talleres Jakos y homologadas por ACTC, cuyas carrocerías imitan parcialmente la silueta del modelo Camry XV70. La atención de estos automóviles corrió por cuenta del equipo Dole Racing, mientras que los pilotos elegidos para conducir estas máquinas fueron Andrés Jakos y Matías Rossi. El estreno de estos prototipos tuvo lugar en la primera fecha de la temporada 2022, corrida el 13 de febrero de ese año en el Autódromo Ciudad de Viedma.